# Xemeneia de la bòbila Palazon
La Xemeneia de la bòbila Palazon és una obra de Sabadell (Vallès Occidental) inclosa a l'Inventari del Patrimoni Arquitectònic de Catalunya.

## Descripció
Xemeneia de secció quadrada amb èntasi. Per a la seva construcció s'ha fet servir el maó vist. Els cos de la mateixa té forma de pilar i arrenca directament del terra, prescindint de la base. En conjunt, la decoració és molt senzilla i es limita per una banda, de maó vist, i per altra, a la zona de l'acabament de la xemeneia, on se situa una petita cornisa realitzada amb el mateix material de tota la construcció.

## Història
La bòbila Palazon era la darrera bòbila que quedava a Sabadell. Estava situada als peus del Parc Catalunya i dins la nova àrea comercial i de serveis de la ciutat, l'Eix Macià. Donat aquest emplaçament que la inclou en aquest projecte urbanístic de Sabadell (i que actualment es porta a terme), es van enderrocar les naus que formaven el conjunt de la bòbila deixant, però, la xemeneia.